# Hijas de la Caridad de la Preciosísima Sangre
Las Hijas de la Caridad de la Preciosísima Sangre (oficialmente en italiano: Figlie della Carità del Preziossimo Sangue) son una congregación religiosa católica femenina de derecho pontificio, fundada por el sacerdote italiano Tomás María Fusco en Pagani el 6 de enero de 1873. Las religiosas de este instituto posponen a sus nombres las siglas F.C.PP.S.

## Historia

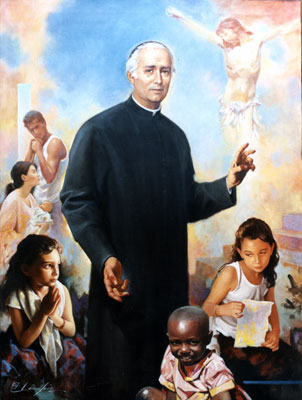
Tomás María Fusco (1831-1891), fundador de la congregación.

Tomás María Fusco, sacerdote diocesano en Pagani, Salerno (Italia), fundó una congregación de religiosas con el fin de atender a las huérfanas de la ciudad, el 6 de enero de 1873, a la que le colocó el nombre de Hijas de la Caridad de la Preciosísima Sangre. El instituto recibió la aprobación del obispo de Nocera, el 17 de julio de 1886.
El 17 de mayo de 1911, la congregación recibió el decreto pontificio de alabanza, mediante al cual pasó a ser una congregación de derecho pontificio. La aprobación definitiva de parte de la Santa Sede la recibió el 5 de agosto de 1912.

## Organización
La congregación de las Hijas de la Caridad de la Preciosísima Sangre es un instituto centralizado, bajo el gobierno de una superiora general. Actualmente el cargo lo ocupa la religiosa Alfonsa Bove. La casa general se encuentra en Roma.
Las religiosas de este instituto se dedican al servicio de la caridad a todos aquellos que necesiten de su atención, especialmente a los enfermos, en clínicas y hospitales, a los huérfanos y a los pobres.
En 2015, la congregación contaba con unas 437 religiosas y 60 comunidades, presentes en Brasil, Filipinas, Estados Unidos, India, Indonesia, Italia y Nigeria.